# Ruprechtov
Ruprechtov (en allemand : Ruprecht, également Ruprechts) est une commune du district de Vyškov, dans la région de Moravie-du-Sud, en République tchèque. Sa population s'élevait à 598 habitants en 2020.

## Géographie
Ruprechtov se trouve à 12 km au nord-ouest de Vyškov, à 24 km au nord-est de Brno et à 193 km à l'est-sud-est de Prague.
La commune est limitée par Podomí au nord et au nord-est, par Ježkovice à l'est, par Račice-Pístovice et Bukovinka au sud, et par Jedovnice à l'ouest et par Senetářov au nord-ouest.

## Histoire
La première mention écrite du village date de 1446.